# Turks curlingteam (gemengd)
Het Turkse curlingteam vertegenwoordigt Turkije in internationale curlingwedstrijden.

## Geschiedenis
De openingseditie van een internationaal toernooi voor gemengde landenteams was het Europees kampioenschap in het Andorrese Canillo. Turkije nam daar niet aan deel. De eerste keer dat Turkije er bij was was in 2010. Het bereikte de play-offs niet. 
Na de tiende editie van het EK werd beslist het toernooi te laten uitdoven en te vervangen door een nieuw gecreëerd wereldkampioenschap voor gemengde landenteams. De eerste editie vond in 2015 plaats in het Zwitserse Bern, Turkije was daar niet bij. In 2017 werd het team gedeeld vijfde.

## Turkije op het wereldkampioenschap
| Jaar | Plaats        | Skip           | WG            | W             | V             | PV            | PT            |
| ---- | ------------- | -------------- | ------------- | ------------- | ------------- | ------------- | ------------- |
| 2015 | Geen deelname | Geen deelname  | Geen deelname | Geen deelname | Geen deelname | Geen deelname | Geen deelname |
| 2016 | Geen deelname | Geen deelname  | Geen deelname | Geen deelname | Geen deelname | Geen deelname | Geen deelname |
| 2017 | 5             | Alican Karataş | 8             | 6             | 2             | 46            | 34            |
| 2018 | Geen deelname | Geen deelname  | Geen deelname | Geen deelname | Geen deelname | Geen deelname | Geen deelname |
| 2019 | Geen deelname | Geen deelname  | Geen deelname | Geen deelname | Geen deelname | Geen deelname | Geen deelname |
| 2022 | Geen deelname | Geen deelname  | Geen deelname | Geen deelname | Geen deelname | Geen deelname | Geen deelname |
| 2023 | Geen deelname | Geen deelname  | Geen deelname | Geen deelname | Geen deelname | Geen deelname | Geen deelname |
| 2024 | 26            | Ilknur Urusan  | 7             | 3             | 4             | 49            | 39            |

## Turkije op het Europees kampioenschap
| Jaar | Plaats        | Skip               | WG            | W             | V             | PV            | PT            |
| ---- | ------------- | ------------------ | ------------- | ------------- | ------------- | ------------- | ------------- |
| 2005 | Geen deelname | Geen deelname      | Geen deelname | Geen deelname | Geen deelname | Geen deelname | Geen deelname |
| 2006 | Geen deelname | Geen deelname      | Geen deelname | Geen deelname | Geen deelname | Geen deelname | Geen deelname |
| 2007 | Geen deelname | Geen deelname      | Geen deelname | Geen deelname | Geen deelname | Geen deelname | Geen deelname |
| 2008 | Geen deelname | Geen deelname      | Geen deelname | Geen deelname | Geen deelname | Geen deelname | Geen deelname |
| 2009 | Geen deelname | Geen deelname      | Geen deelname | Geen deelname | Geen deelname | Geen deelname | Geen deelname |
| 2010 | 21            | İlhan Osmanağaoğlu | 7             | 1             | 6             | ?             | ?             |
| 2011 | 23            | Öznur Polat        | 7             | 0             | 7             | 20            | 45            |
| 2012 | 21            | Murat Sağır        | 7             | 1             | 6             | 31            | 51            |
| 2013 | 20            | Alican Karataş     | 7             | 1             | 6             | 25            | 56            |
| 2014 | 20            | Öznur Polat        | 8             | 2             | 6             | 39            | 46            |